# Death of Samantha
Death of Samantha è un brano musicale dell'artista giapponese Yōko Ono, pubblicato su singolo nel 1973 (B-side Yang Yang), e incluso nel suo album Approximately Infinite Universe dello stesso anno.
Nel corso degli anni, è stato reinterpretato da vari artisti, inclusi Boy George, Hermine Demoriane e Porcupine Tree.

## Il brano
Death of Samantha è cantata da Yoko Ono, con l'accompagnamento del marito John Lennon alla chitarra ritmica e degli Elephant's Memory come band di supporto. Lo scrittore Gillian Gaar ha definito la canzone un "commovente ritratto" di una donna che ha "represso tutti i suoi sentimenti interiori per salvare le apparenze". Steven Mirkin dell'Orange County Register descrisse il brano un "blues lento e tortuoso". Jon Pareles del The New York Times definì la canzone "elegiaca". Il biografo di Yoko Ono Jerry Hopkins la definì "deprimente". L'autore Bruce Pollock scrisse che nella canzone, la voce di Ono "suona stranamente come quella di Kate Bush".
Il figlio di Yoko Ono Sean Lennon, dichiarò che il brano era stato ispirato da un incidente accaduto la sera delle elezioni presidenziali statunitensi nel 1972. Quella sera, Richard Nixon, la cui amministrazione aveva messo Lennon sotto sorveglianza speciale da parte dell'FBI e avrebbe voluto la sua espulsione dagli Stati Uniti, era stato ri-eletto come presidente degli Stati Uniti d'America. Deluso dal risultato elettorale, Lennon si era ubriacato ad una festa (alla quale si era recato insieme a Yoko Ono) ed era finito a letto con un'altra donna lì conosciuta. Sean disse che la canzone "era tutta su papà che faceva sesso con una ragazza a una festa dove c'era mia madre". Ono raccontò che il brano le balenò in mente in studio, ricordando "qualcosa di terribilmente sconvolgente" che le era capitato, e si sentiva come se fosse "veramente triste".
Ono ha affermato che quando scrisse la canzone si immaginò "una specie di cimitero", spiegando che però non era proprio un cimitero perché non c'erano molte lapidi, ma piuttosto una giornata grigia con "persone grigie che stanno in piedi come se qualcuno fosse morto".
Dopo la morte di John Lennon nel dicembre 1980, molti fan pensarono di scovare nel testo di Death of Samantha la descrizione della veglia funebre per Lennon, nonostante la canzone risalisse al 1973. La Ono ha riferito che all'epoca "molti fan le inviarono il testo di Death of Samantha dicendo che era strano che il testo sembrasse descrivere la veglia".
Oltre ad essere inclusa nell'album Approximately Infinite Universe, Death of Samantha è stata inserita nelle raccolte Onobox e Walking on Thin Ice.

## Cover
- Nel 1984 Hermine Demoriane reinterpretò la canzone nel suo album Lonely at the Top.[17]
- Nel 2007 i Porcupine Tree reinterpretarono Death of Samantha nell'album di remix Yes, I'm a Witch, con Ono alla voce.[18]
- Nel 2013 Boy George ha reinterpretato il brano nel suo album This Is What I Do.[19] Una versione dub, con la partecipazione di Sinéad O'Connor, è stata inclusa nella versione digitale dell'album, This Is What I Dub.

## Riferimenti in altri media
Il gruppo punk rock Death of Samantha trae il proprio nome da questa canzone.
La canzone è stata inoltre inserita nel film Boys in the Trees del 2016.